# 十年 (多瑞·弗萊爾歌曲)
十年是冰島樂隊多瑞與數據合唱團（Daði og Gagnamagnið）的歌曲，由多瑞·弗萊爾創作，單曲於2021年3月13日推出，代表冰岛參與2021年在荷兰鹿特丹舉辦的2021年欧洲歌唱大赛。最終以378分獲得比賽第4名。

## 製作與發行
往常冰島國家廣播公司會舉辦選出冰島代表。多瑞·弗萊爾和他的團隊多瑞與數據合唱團（Daði og Gagnamagnið）憑藉歌曲Think About Things奪得比賽冠軍成為2020年歐洲歌唱大賽冰島代表。但由於2019冠状病毒病疫情的影響比賽取消，他們沒能參賽。
2020年10月，冰島國家廣播公司宣布將再次代表冰島參戰。消息發布後，弗萊爾接受《新音乐快递》採訪表示：「很高興能回來，我為比賽準備了大概有11首歌，最後會選其中一首出來」。12月，弗萊爾透過推特表示其歌詞已經完成。十年由弗萊爾創作製作，其靈感來自弗萊爾結婚十年的妻子安妮·費約拉（Árný Fjóla）。這是首歡快的流行歌曲，每分鐘123拍，以d小調創作，旋律上包含了弗萊爾從世界各地徵集來的250份合聲樣本，同屆德國選手詹德里克也在其中。
歌曲於2021年3月13日在特別節目首度公開，為宣傳歌曲，團隊還在iOS和Android上架遊戲。

## 歐洲歌唱大賽
經過「半決賽分配抽籤」，十年被安排在5月20日的第二場半決賽（Semi-final 2）。團員們穿著可愛圖樣的毛衣，配上能組合再一起的鍵盤彈奏樂器演出。在第二場半決賽，多瑞與數據合唱團以288分的成績獲得亞軍，成功晉升決賽。團員們原定參與5月22日的决赛，但由於其中一人感染新冠肺炎，因此透過影片型式比賽。他們最終以評審得分198分，觀眾得分180分，合計得分378分位列第四名。

## 專業評價
歌曲獲得樂評廣泛好評。CNET的科琳娜·賴歇特（Corinne Reichert）給予歌曲3/5分，她稱十年是今年最怪的歌曲之一，尤其是組合成一個圓的鍵盤彈奏樂器。Wiwibloggs根據內部評審團評價給予歌曲7.39/10，評審團認為最終成果沒讓大家失望，這是首媲美Think About Things的佳作，不僅有趣又吸引人還能感受到弗萊爾滿滿的心意。
《每日电讯报》稱本作為不容小覷的對手，這都歸功於它魅力、舞姿還有燃到爆的鍵盤。同樣給予好評的全国公共广播电台稱其為極具魅力且趣味十足的流行歌曲。評選為歷年來最瘋狂且印象深刻的演出之一，不僅是因為有趣的造型還有神乎其技的合成器技藝。

## 榜單表現
| 排行榜（2021年）                         | 排名 |
| ---------------------------------------- | ---- |
| 比利时佛兰德（Ultratop榜外單曲榜）       | 6    |
| 芬蘭（芬蘭官方單曲榜）                   | 8    |
| 希臘（國際唱片業協會希臘分會國際單曲榜） | 33   |
| 冰岛（Plötutíðindi）                     | 1    |
| 愛爾蘭（愛爾蘭唱片音樂協會单曲榜）       | 38   |
| 立陶宛（AGATA）                          | 11   |
| 荷蘭（百大單曲榜）                       | 15   |
| 挪威（VG-lista單曲榜）                   | 33   |
| 瑞典（瑞典最熱榜）                       | 23   |
| 瑞士（瑞士热门音乐榜）                   | 80   |
| 英國（官方榜单公司單曲榜）               | 43   |
| 英國（官方榜單公司獨立榜）               | 5    |
| 烏克蘭（Tophit電台榜）                   | 55   |